# Shingon-shū Chizan-ha

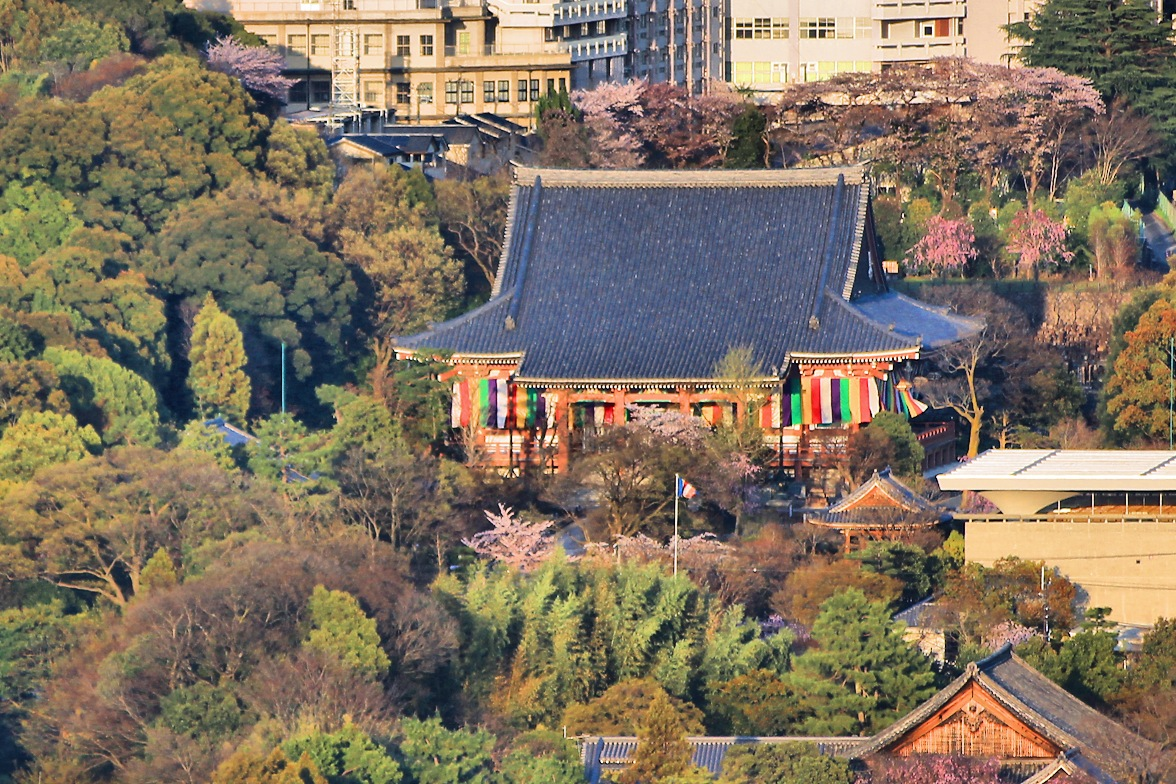
Chishaku-in Temple en Kyoto, Japon.

Le Chisan-ha (智山派) ou Chizan est une branche japonaise du Bouddhisme Shingon. Son nom signifie littéralement : école de la montagne de sagesse.
Son principal fondateur est le moine Kakuban (覚鑁/覺鑁; 1095–1143), dont le nom posthume honorifique est Kōgyō-Daishi (興教大師). Celui-ci avait entrepris au Kōyasan une réforme visant à restaurer les enseignements de Kūkai  (空海), mais rencontra l’opposition d’une partie des moines. C’est ainsi que fut fondée peu à peu et après maintes péripéties l’école du Chisan-ha, après la mort de Kakuban. Ce dernier est considéré comme l’un des grands penseurs du bouddhisme japonais ; il est l’auteur de traités non traduits en français, mais en anglais.
Le temple principal de ce courant est le Chishaku-in de Kyōto . D’abord conçu comme le prolongement du temple de Negoro où Kakuban rassembla ses disciples et diffusa ses idées, il fut reconstruit au début de l’ere Edo, en mémoire de  Gen’yō (玄宥, 1548‑1621), figure majeure de la renaissance du Shingon du Chisan-ha. C’est ce temple que l’on peut voir aujourd’hui à Higashiyama, à Kyoto. Il est devenu le centre principal de formation des moines du Chisan-ha.
Le Narita-san à Narita est également un important temple, fondé en 940. Le troisième temple principal est le Takao Yakuoin, dont la construction d’origine remonte à 744, sur la décision de Shomu Tenno.Parmi les temples importants du Chisan-ha se trouve l’immense temple de Kawasaki, le Kawasaki Daishi Heiken-ji ( 川崎大師 平間寺). Le site du Chisan-ha dénombre 3000 temples affiliés. Le Chisan-ha serait placé au 9 eme rang parmi les courants bouddhiques japonais, alors que le Shingon en général se trouverait au 2 eme rang ou au 3eme. Cependant, le nombre des pratiquants est difficile à établir. Le Chisan-ha travaille souvent avec les autres courants Shingon, comme celui du Kōyasan. Les écoles Shingon ne sont pas fermées les unes aux autres, malgré des différences qui peuvent paraître infimes.
Le Chisan-ha, comme le Shingon en général, appartient au Bouddhisme vajrayāna; les Japonais parlent plutôt du Mikkyō ( 密教) : enseignement ésotérique. Il met l’accent aujourd’hui sur une ouverture aux soucis du monde présent, et constitue le courant le plus engagé dans des activités caritatives et sociales. Il est intervenu lors de catastrophes naturelles et humanitaires, soutient des programmes éducatifs notamment au Cambodge, au Sri Lanka, au Népal, etc., il participe à des prières interreligieuses avec des chrétiens et d’autres religions. Et son action est importante au sein du World fellowship of buddhists.
Le courant le plus étendu du Shingon est celui du Kōyasan. Parmi les écoles réformées (durant l’ere Heian) existe aussi le Buzan-ha. Le Shingon compte jusqu’à dix-huit écoles, voire davantage, un certain nombre ne sont représentées que par un seul temple.